# John Joly
John Joly FRS (Bracknagh, Condado de Offaly, 1 de noviembre de 1857 — Dublín, 8 de diciembre de 1933) fue un médico, físico, geólogo y escritor científico irlandés.
Se distinguió por sus estudios sobre el desarrollo de la radioterapia para el tratamiento del cáncer, así como por el desarrollo de técnicas para medir la edad geológica, según la cantidad de sodio presente en los mares, la idea era que este sodio provenía de la erosión de los minerales continentales y que, supuestamente, no se perdía en el mar, con lo cual habría una acumulación constante.

## Biografía
Era primo segundo de Charles Jasper Joly, el astrónomo. Entró en Trinity College de Dublín en 1876, y se graduó en Ingeniería en 1882 en el primer lugar con diversos certificados especiales en ramas de la ingeniería, al mismo tiempo que obtienen un honores de primera clase en literatura moderna. Trabajó como demostrador en los departamentos de Ingeniería y Física del Trinity y sucediendo a William Johnson Sollas en la Cátedra de Geología y Mineralogía en 1897, cargo que ocupó hasta su muerte en 1933 en Dublín.
En 1899, calculó la edad de la Tierra a partir de la salinidad del mar. Partió de la hipótesis de que originalmente el agua del mar no era salada. El agua de los ríos contiene una pequeña cantidad de sal. La sal que aportan se acumularía en el mar al evaporarse el agua. Joly pensó que si se conocía la cantidad de sal que los ríos llevan al mar en un año, podría determinarse el tiempo necesario para que los océanos alcanzasen la salinidad actual. Así calculó un valor comprendido entre 90 y 99 millones de años.

## Trabajo científico
Joly ingresó en la Royal Dublín Society en 1881, cuando aún era estudiante, y contribuyó con frecuencia a la redacción de artículos. Su primer artículo científico se publicó en el año 1883, sobre el uso de instrumentos meteorológicos a distancia. Y llegó a publicar más de 270 artículos científicos.
En 1886, Joly propuso una teoría sobre el deslizamiento del hielo. Según Joly, cuando el hielo se ve obligado a contraerse por la presión aplicada, se forma una película de agua líquida sobre la que se produce el deslizamiento real. Aunque esta teoría ha sido desmentida recientemente, fue la primera vez que alguien intentó explicar el mecanismo de la baja fricción del hielo.
El 17 de mayo de 1899, Joly leyó su artículo "Una estimación de la edad geológica de la Tierra" ante la Royal Dublín Society. En él proponía calcular la edad de la Tierra a partir de la acumulación de sodio en las aguas de los océanos. Calculó el ritmo al que los océanos debían haber acumulado sodio a partir de los procesos de erosión, y determinó que los océanos tenían entre 80 y 100 millones de años. El trabajo se publicó rápidamente, apareciendo 4 meses después en la revista de la Sociedad de Scientific Transactions. Aunque este método se consideró más tarde inexacto, modificó radicalmente los resultados de otros métodos en uso en la época.
En 1903 publicó un artículo en Nature en el que discutía la posibilidad de utilizar el radio para datar la Tierra y pasó a estudiar el contenido radiactivo de la corteza terrestre para formular una teoría de los ciclos térmicos, y examinó los constituyentes radiactivos de ciertas rocas como medio para calcular su edad. En colaboración con Sir Ernest Rutherford, utilizó la desintegración radiactiva de los minerales para estimar, en 1913, que el inicio del periodo Devónico no podía situarse hace menos de 400 millones de años, estimación que coincide con los cálculos modernos.
Joly fue Presidente de la Sección C (Geología) de la Asociación Británica para el Avance de la Ciencia, que se reunió en Dublín en 1908, durante la cual presentó su trabajo "Uranio y Geología", un discurso ante la sociedad. Este trabajo describía los materiales radiactivos en las rocas y su papel en la generación del calor interno de la Tierra.
Junto con su amigo Henry Horatio Dixon, Joly propuso también la teoría de la cohesión-tensión, que hoy se considera el principal mecanismo del movimiento ascendente del agua en las plantas.
En 1914 desarrolló un método de extracción del radio y lo aplicó en el tratamiento del cáncer. Como director del Hospital Dr. Steevens de Dublín, ideó, en colaboración con Walter Stevenson, métodos de radioterapia y promovió la creación, por parte de la Real Sociedad de Dublín, del Instituto Irlandés del Radio, donde fueron pioneros en el "método Dublín" de utilizar una aguja hueca para la radioterapia profunda, técnica que posteriormente se utilizó en todo el mundo. El Instituto del Radio también suministró durante algunos años tubos capilares con radón a los hospitales para su uso en el tratamiento de tumores.

## Invenciones
Joly también inventó un fotómetro para medir la intensidad de la luz, un meldómetro para medir los puntos de fusión de los minerales, un calorímetro diferencial de vapor para medir los calores específicos y un termómetro de gas de volumen constante, todos los cuales llevan su nombre, junto con uno de los primeros procesos fotográficos en color, la pantalla en color Joly. Fue el primer proceso exitoso para producir imágenes en color a partir de una sola placa fotográfica.

## Honores
Joly fue elegido Miembro de la Royal Society de Londres en 1892, recibió la Medalla Boyle de la Royal Dublin Society en 1911, la Medalla Real de la Royal Society de Londres en 1910 y la Medalla Murchison de la Sociedad Geológica de Londres en 1923. También fue investido doctor honoris causa por la Universidad Nacional de Irlanda, la Universidad de Cambridge y la Universidad de Michigan. Después de su muerte, sus amigos suscribieron la suma de 1.700 £ para establecer un fondo conmemorativo que todavía se utiliza para promover las conferencias anuales Joly Memorial de la Universidad de Dublín, inauguradas por Sir Ernest Rutherford en 1935. También es recordado por el Joly Sociedad Geológica, asociación geológica de estudiantes establecida en 1960.
En 1930, el Trinity College de Dublín y la Royal Dublin Society encargaron a Oliver Sheppard la realización de copias de un busto de Joly.
En 1973 se bautizó un cráter de Marte en su honor.

### Premios
- 1910: Medalla Real[7]

- 1911: Medalla Boyle de la Royal Dublin Society

- 1923: Medalla Murchison de la Sociedad Geológica de Londres.

doctorados honoris causa
- Universidad Nacional de Irlanda,
- Universidad de Cambridge,
- Universidad de Míchigan.

### Membresías
- 1892: Royal Society de Londres,